# バノーニ計画
バノーニ計画（バノーニけいかく）とは、1955年から1964年にかけて行われたイタリアにおける南部開発計画。農業中心のイタリア南部の開拓を目指したエツィオ・ヴァノーニ財務大臣が発起人であった事から名付けられた。アウトストラーダの南部への延伸や電話網の改良などのインフラストラクチャー整備と、官製工業地帯の建設による経済活性化の二本柱で造られた。

## 経緯

### 王政時代
イタリア統一以来、南部と北部･中部の経済格差はイタリアの政治家達にとって悩みの種であった。統一を主導したサルデーニャ王国の庇護下にあり、地理的な優位を得ていた北部と政治的中枢を担う中部に対し、南部はイタリア王国時代の統治政策で冷遇され、前時代的な産業が中心のままであった。またスペイン王国やフランス王国の支配下にあった時代に成立したマフィアは南部経済に強い影響力を持ち、政府の公的な介入や民間企業の進出を阻んでいた。
王政末期にファシスト政権が樹立されると独裁者になったベニート・ムッソリーニはイタリア民族主義の元に南部開発を推進し、更に南部経済に巣食っていたマフィアを徹底的に弾圧した。しかしファシスト政権が崩壊すると、対ファシスト･対共産主義の観点からアメリカをはじめとする連合国はアメリカのイタリア系ギャングを通じてマフィアの復興に力を貸し、復活を果たしたイタリア･マフィアは戦後の混乱期を利用して前以上の権勢を振るう様になる。

### 戦後復興期
共和制に移行したイタリアはマーシャルプランなど連合国の支援により奇跡的な経済復興を達成し、ヨーロッパの主要国という立場に復帰する。特に戦前の流れから一層の工業化が推し進められた北部は欧州でも有数の工業地帯に成長し、戦後イタリアの経済を支えていた。しかし北部の更なる工業化を目指した政策の中では農業地帯の南部は省みられず、政府は南部に対しては土地改革など農業重点政策を推し進めるのみであった。結果、農業地帯の南部と政治地域の中部、工業地帯の北部という構図が確立され、全体からすれば経済大国でも国内では4倍近い失業率格差を持つ歪んだ経済体制になってしまっていた。
これに危機感を覚えた政府は政策を転換し、経済復興により得られた資金を投じての南部工業化を目指して南部開発公庫による官製工業地帯の建設が進めた。同時に工業化には欠かせないインフラストラクチャーの整備も決定され、「太陽道路」と名付けられたアウトストラーダの延伸が始められた。

## 計画

### 部分的な成功
イタリア政府は北部の工業地帯が民間主導で進められていることに対する形で、南部の開発は政府主導で進めることを計画していた。1957年、議会で国家持株会社（国営会社）に対して新規設備投資の60％と全投資の40％を南部地帯にて行うように決めた法律が可決され、ENIやフィンシーデルなど国営企業が次々と南部地域に工業地帯を建設を進めていく。特にフィンシーデル社がターラントに築いた巨大製鉄所は現在に至るまでイタリア最大の製鉄所として機能しており、南部の工業化は一定の成功を収めた。また南部の国営企業の建設事業には北部の民間企業も部分的に参入していたため、北部経済も更に伸張するなど計画は順調に推移していた。
しかし肝心の南部人の失業率改善に関してはほとんど効果をもたらさなかった。何故なら国営会社による工業地帯は高度に機械化が進められており、雇用を得られるのは南部人の中でも大卒などのインテリ層のみで、彼らはもともと北部の企業に就職するなど職には困っていないケースが多く、本題である職不足に苦しむ貧困層に向けての雇用は創出されなかったためである。結果、バノーニ計画は南部全体の失業率改善には寄与せず、代わりに南部人の間での失業率格差を広げる結果に終わってしまった。ただ一方で逆に言えばインテリ層の多い都市部や工業地帯の経済力は向上し、南部経済の底上げには成功したとの見方もある。

### 蜜月の終わり
南部人全体の失業率改善には寄与せずとも、南部経済の底上げと北部企業への公共投資には成功していたバノーニ計画は一定の評価を獲得し、その後も同様のスタイルでの開発計画が進められていった。だが1980年代以降、世界経済全体が後退を開始し、イタリア経済もまた不安定化するとその蜜月も終わりを迎える。不況の中、大企業中心の北部と南部の経済は著しい打撃を受け、中小企業の連合体が中心の中部経済（俗に言う第三のイタリア）は難を逃れた。既に不況前の時点で財政赤字を出していたイタリア政府には経済全体の衰退を救う術はなかった。
北部の経済が後退すると、北部人の中で南部への投資がイタリア経済の体力を奪ったのだと考え、それが北部の経済を中央政府が救えなかった理由だと考えた。しかし実際にはイタリア経済を衰退させたのは偏った年金などの福祉政策にあり、地域政策はむしろ経済全体に良い結果を与えていた。だが経済不況後もマフィア
との癒着や国営企業の救済目的から大規模な南部救済策が進められていた事も事実であり、困窮する北部の労働者層は政府の南部への「甘やかし」に敵愾心を深め、これが北部同盟の伸張を生んだ。

### 現在
北部同盟という「批判票」により事態を重く見た政府は南部政策の見直しを進め、プローディ政権下では非効率な国営企業の進出による開拓を打ち切り、新たに南イタリアの伝統産業を支援したり、あるいは工業化計画の名残として成長した情報･電子関連の新興企業を支援する政策へと切り替えた。これは不況の中で南部の国営企業や北部の大企業が多大な打撃を受けたのに比べ、中部の中小企業の連合体がその影響を軽微なものに留めた事を参考にしたもので、「第一のイタリア」（北部）ではなく、「第三のイタリア」（中部）を手本にした産業振興を進めようとする計画である。1990年代以降のマフィア衰退によりこうした動きが加速するのではないかとの声もある。
既にシチリア州のエトナ･バレー (it:Etna Valley) に居を置くIT企業群やバーリ県のメリディオナリ･メッカニカなどその萌芽とも呼べる産業が育ちつつあり、今後の政策に期待が掛かっている。